# ラスト・シャンハイ
『ラスト・シャンハイ』（原題：大上海、英語題：The Last Tycoon）は、2012年に公開された中国大陸・中国香港合作のアクション・ドラマ・犯罪映画である。
監督は ウォン・ジン、主演はチョウ・ユンファ、サモ・ハン・キンポー、フランシス・ン、ホァン・シャオミンなど。

## キャスト
| 役名                       | 俳優                 | 日本語吹替 |
| -------------------------- | -------------------- | ---------- |
| チェン・ダーチー（壮年期） | チョウ・ユンファ     | 相沢まさき |
| チェン・ダーチー（青年期） | ホァン・シャオミン   | 中川慶一   |
| ホン・ショウティン         | サモ・ハン・キンポー | 水島裕     |
| イエ・ジーチウ             | ユアン・チュアン     | 岡寛恵     |
| マオ将軍                   | フランシス・ン       | 藤沼建人   |
| ホン夫人                   | ユアン・リー         | 宮崎智栄子 |
| 西野少将                   | 倉田保昭             | さかき孝輔 |
| リン・ホァイ               | ガオ・フー           | 荻沢俊彦   |
| アーバオ                   | モニカ・モー         | 坂井恭子   |
| シャオパン                 | シン・バイチン       | 桜井敏治   |
| チェン                     | ホー・ガオ           | 白川周作   |